# Кохама
Кохама (яп. 小浜島 кохама-дзима) — небольшой остров в островной группе Яэяма островов Сакисима архипелага Рюкю. Административно относится к округу Такэтоми уезда Яэяма префектуры Окинава, Япония.
Площадь составляет 7,84 км². Наивысшая точка — гора Отаке (99 м).
На острове расположен посёлок Мураути. Соединён паромами с островами Исигаки, Ириомоте, Такэтоми.